# Felsőtárkány
Felsőtárkány är en ort i Ungern.   Den ligger i provinsen Heves, i den norra delen av landet, 110 km nordost om huvudstaden Budapest. Felsőtárkány ligger 256 meter över havet och antalet invånare är 3 223.
Terrängen runt Felsőtárkány är huvudsakligen kuperad, men åt sydväst är den platt. Runt Felsőtárkány är det tätbefolkat, med 308 invånare per kvadratkilometer. Närmaste större samhälle är Eger, 7,8 km söder om Felsőtárkány. I omgivningarna runt Felsőtárkány växer i huvudsak lövfällande lövskog.